# Burián Pál
Burián Pál (Balassagyarmat, 1790. január 19. – Kolozsvár, 1860. október 12.) antikvárius.

## Élete
Tanulmányait az esztergomi gimnáziumban és papnevelőben végezte, de csakhamar letette a papi öltönyt és Budán a helytartótanácsnál vállalt hivatalt. 1811 júliusában antikvár könyvkereskedést és kölcsönkönyvtárat nyitott Budán, a hajóhíd budai hídfője mellett; ezt azonban nyolc év múlva nejére hagyta, ő maga Kolozsvárra költözött, és ott nyitott antikvár üzletet. (A budai üzlet 1841-ben csődbe ment.) 1849. február 25-26-án nála vendégeskedett Petőfi Sándor, aki Burián könyvgyűjteményét olvasgatva töltötte betegsége napjait; a házigazda emlékkönyvébe a következő sort írta: Lantom, kardom tied, oh szabadság!.
1849-ben politikai vétség miatt elfogták és négy évi várfogságra ítélték, de már a következő évben visszanyerte szabadságát és folytatta a könyvkereskedést. Levelezett vele több jeles tudós, például Kazinczy Ferenc (1828) és Fáy András (1832) is.

## Munkái
Rák könyvecske vagy is a nevelésnek visszás útja. Campe I. H. után ford. Kolozsvár, 1832. (Névtelenül).
Cikkei: Figyelmeztetés egy régi magyar könyvre Valkai Andrástól 1576-ból (Sas 1831. II. 56.); Rotari István könyve 1618-ból. (Uo. 1831. VIII. 62.); Chegery Andrásnak ritka könyvéről a Jeruzsálem veszedelméről 1577-ből (Uo. 1831. VIII. 135.)